# Lijst van gemeentelijke monumenten in Delft/Centrum-Noord

Buurt 01: Centrum-Noord

De buurt Centrum-Noord in het centrum van de gemeente Delft kent 43 gemeentelijke monumenten; hieronder een overzicht.
| Object | Bouwjaar  | Architect         | Locatie                       | Coördinaten                  | Nr.       | Afbeelding |
| --- | --------- | ----------------- | ----------------------------- | ---------------------------- | --------- | --- |
| Blokje met voormalige melkinrichting en woningen, in 1904 gebouwd volgens ontwerp van C.J.L. Kersbergen in een bouwtrant met duidelijke invloeden van de Nieuwe Kunst. | 1904      | C.J.L. Kersbergen | Geerweg 1 t/m 4, Annastraat 2 | 52° 0' 57" NB, 4° 21' 15" OL | 0503/301  | Blokje met voormalige melkinrichting en woningen, in 1904 gebouwd volgens ontwerp van C.J.L. Kersbergen in een bouwtrant met duidelijke invloeden van de Nieuwe Kunst. |
| Woonhuis, in 1824 voor geweermaker Reinier van Vuuren gebouwd in een traditionele bouwtrant op een ledig erf op de oosthoek van een poort genaamd ¿Oude Kost¿. | 1824      |                   | Geerweg 62                    | 52° 1' 1" NB, 4° 21' 23" OL  | 0503/1190 | Woonhuis, in 1824 voor geweermaker Reinier van Vuuren gebouwd in een traditionele bouwtrant op een ledig erf op de oosthoek van een poort genaamd ¿Oude Kost¿. |
| Woonhuis, ca. 1900 gebouwd in een traditionalistisch-eclectische bouwtrant. | 1900      |                   | Geerweg 70                    | 52° 1' 1" NB, 4° 21' 25" OL  | 0503/1191 | Woonhuis, ca. 1900 gebouwd in een traditionalistisch-eclectische bouwtrant. |
| Woonhuis in sobere traditionele vormen, gebouwd in de tweede helft van de negentiende eeuw. | 1850-1899 |                   | Geerweg 71                    | 52° 1' 1" NB, 4° 21' 25" OL  | 0503/1192 | Woonhuis in sobere traditionele vormen, gebouwd in de tweede helft van de negentiende eeuw. |
| Woonhuis, linkerhelft van een dubbelpand met trapgevels uit de 17de of mogelijk nog 16de eeuw, in traditionele vormen. Met het rechts belendende pand is het een zeldzaam voorbeeld van een nog goed herkenbaar dubbel- pand uit de 17de eeuw of eerder, van bescheiden afmetingen in traditionele vormen. | 1600-1700 |                   | Geerweg 72                    | 52° 1' 1" NB, 4° 21' 25" OL  | 0503/302  | Woonhuis, linkerhelft van een dubbelpand met trapgevels uit de 17de of mogelijk nog 16de eeuw, in traditionele vormen. Met het rechts belendende pand is het een zeldzaam voorbeeld van een nog goed herkenbaar dubbel- pand uit de 17de eeuw of eerder, van bescheiden afmetingen in traditionele vormen. |
| Woonhuis, linkerhelft van een dubbelpand met trapgevels uit de 17de of mogelijk nog 16de eeuw, in traditionele vormen. Met het rechts belendende pand is het een zeldzaam voorbeeld van een nog goed herkenbaar dubbel- pand uit de 17de eeuw of eerder, van bescheiden afmetingen in traditionele vormen. | 1600-1700 |                   | Geerweg 73                    | 52° 1' 1" NB, 4° 21' 25" OL  | 0503/303  | Woonhuis, linkerhelft van een dubbelpand met trapgevels uit de 17de of mogelijk nog 16de eeuw, in traditionele vormen. Met het rechts belendende pand is het een zeldzaam voorbeeld van een nog goed herkenbaar dubbel- pand uit de 17de eeuw of eerder, van bescheiden afmetingen in traditionele vormen. |
| Woonhuis, in oorsprong mogelijk een stadsboerderij, later in gebruik geweest als logement. Opgetrokken in sobere traditionele vormen, 19de-eeuws van karakter maar in oorsprong mogelijk ouder. | 1800-1899 |                   | Geerweg 90                    | 52° 1' 2" NB, 4° 21' 26" OL  | 0503/1789 | Woonhuis, in oorsprong mogelijk een stadsboerderij, later in gebruik geweest als logement. Opgetrokken in sobere traditionele vormen, 19de-eeuws van karakter maar in oorsprong mogelijk ouder. |
| Woonhuis in traditionele vormen, uit de negentiende eeuw of ouder. Lange tijd stedelijke of gemeentelijke dienstwoning, ooit van de 'sluiter van de boom van het Duyvelsgat'. | 1800-1899 |                   | Geerweg 156                   | 52° 1' 4" NB, 4° 21' 31" OL  | 0503/1193 | Woonhuis in traditionele vormen, uit de negentiende eeuw of ouder. Lange tijd stedelijke of gemeentelijke dienstwoning, ooit van de 'sluiter van de boom van het Duyvelsgat'. |
| Vrijstaande wit gepleisterde villa, rond 1930 ontworpen door architectenbureau Granpré Molière Verhagen en Kok te Rotterdam, met P. Verhagen als de projectarchitect. | 1930      |                   | Klein Vrijenban 1             | 52° 1' 7" NB, 4° 21' 23" OL  | 0503/1844 | Vrijstaande wit gepleisterde villa, rond 1930 ontworpen door architectenbureau Granpré Molière Verhagen en Kok te Rotterdam, met P. Verhagen als de projectarchitect. |
| Dit huis is het meest rechtse van drie huizen, Koningsplein 31, 33 en 35, die gelijk van opzet zijn, eenzelfde gevelarchitectuur hebben en samen een architectonische eenheid vormen. Het middelste huis, nummer 33 springt iets naar voren en vormt daarmee een soort middenrisaliet. | 1876      |                   | Koningsplein 31               | 52° 1' 3" NB, 4° 21' 17" OL  | 0503/1198 | Dit huis is het meest rechtse van drie huizen, Koningsplein 31, 33 en 35, die gelijk van opzet zijn, eenzelfde gevelarchitectuur hebben en samen een architectonische eenheid vormen. Het middelste huis, nummer 33 springt iets naar voren en vormt daarmee een soort middenrisaliet. |
| Herenhuis, in rijtje van drie in eclectische stijl uitgevoerde herenhuizen, in 1876 gebouwd door de aannemers IJpelaar en Van Bohemen. | 1876      |                   | Koningsplein 33               | 52° 1' 3" NB, 4° 21' 17" OL  | 0503/1199 | Herenhuis, in rijtje van drie in eclectische stijl uitgevoerde herenhuizen, in 1876 gebouwd door de aannemers IJpelaar en Van Bohemen. |
| Herenhuis, in rijtje van drie in eclectische stijl uitgevoerde herenhuizen, in 1876 gebouwd door de aannemers IJpelaar en Van Bohemen. | 1876      |                   | Koningsplein 35               | 52° 1' 3" NB, 4° 21' 17" OL  | 0503/1200 | Herenhuis, in rijtje van drie in eclectische stijl uitgevoerde herenhuizen, in 1876 gebouwd door de aannemers IJpelaar en Van Bohemen. |
| Pand met beneden- en bovenwoning, samen met Koningsplein 89/91, 93/95 en 97/99 in blokje van vier, in 1910 gebouwd in een stijl met invloeden van de nieuwe kunst, ontworpen door architect W. Rothfusz. | 1910      | W. Rothfusz       | Koningsplein 85 A/C en 87     | 52° 1' 4" NB, 4° 21' 25" OL  | 0503/1201 | Pand met beneden- en bovenwoning, samen met Koningsplein 89/91, 93/95 en 97/99 in blokje van vier, in 1910 gebouwd in een stijl met invloeden van de nieuwe kunst, ontworpen door architect W. Rothfusz. |
| Pand met beneden- en bovenwoning, samen met Koningsplein 85/87, 93/95 en 97/99 in blokje van vier, in 1910 gebouwd in een stijl met invloeden van de nieuwe kunst, ontworpen door architect W. Rothfusz. | 1910      | W. Rothfusz       | Koningsplein 89/91            | 52° 1' 4" NB, 4° 21' 25" OL  | 0503/1202 | Pand met beneden- en bovenwoning, samen met Koningsplein 85/87, 93/95 en 97/99 in blokje van vier, in 1910 gebouwd in een stijl met invloeden van de nieuwe kunst, ontworpen door architect W. Rothfusz. |
| Pand, in oorsprong met afzonderlijke beneden- en bovenwoning, samen met Koningsplein 85/87, 89/91 en 97/99 in blokje van vier, in 1910 gebouwd in een stijl met invloeden van de nieuwe kunst, ontworpen door architect W. Rothfusz. | 1910      | W. Rothfusz       | Koningsplein 93               | 52° 1' 4" NB, 4° 21' 25" OL  | 0503/1203 | Pand, in oorsprong met afzonderlijke beneden- en bovenwoning, samen met Koningsplein 85/87, 89/91 en 97/99 in blokje van vier, in 1910 gebouwd in een stijl met invloeden van de nieuwe kunst, ontworpen door architect W. Rothfusz. |
| Pand met beneden- en bovenwoning, samen met Koningsplein 85/87, 89/91 en 93/95 in blokje van vier, in 1910 gebouwd in een stijl met invloeden van de nieuwe kunst, ontworpen door architect W. Rothfusz. | 1910      | W. Rothfusz       | Koningsplein 99               | 52° 1' 4" NB, 4° 21' 26" OL  | 0503/1204 | Pand met beneden- en bovenwoning, samen met Koningsplein 85/87, 89/91 en 93/95 in blokje van vier, in 1910 gebouwd in een stijl met invloeden van de nieuwe kunst, ontworpen door architect W. Rothfusz. |
| Pand met beneden- en bovenwoning, samen met Koningsplein 105/107 en 109/111 in blokje van drie, in 1911 gebouwd in een stijl met invloeden van de nieuwe kunst, ontworpen door architect J.M. van den Berg. | 1911      |                   | Koningsplein 103              | 52° 1' 4" NB, 4° 21' 26" OL  | 0503/1205 | Pand met beneden- en bovenwoning, samen met Koningsplein 105/107 en 109/111 in blokje van drie, in 1911 gebouwd in een stijl met invloeden van de nieuwe kunst, ontworpen door architect J.M. van den Berg. |
| Pand met beneden- en bovenwoning, samen met Koningsplein 101/103 en 109/111 in blokje van drie, in 1911 gebouwd in een stijl met invloeden van de nieuwe kunst, ontworpen door architect J.M. van den Berg. | 1911      |                   | Koningsplein 105/107          | 52° 1' 4" NB, 4° 21' 26" OL  | 0503/1206 | Pand met beneden- en bovenwoning, samen met Koningsplein 101/103 en 109/111 in blokje van drie, in 1911 gebouwd in een stijl met invloeden van de nieuwe kunst, ontworpen door architect J.M. van den Berg. |
| Pand met beneden- en bovenwoning, samen met Koningsplein 101/103 en 105/107 in blokje van drie, in 1911 gebouwd in een stijl met invloeden van de nieuwe kunst, ontworpen door architect J.M. van den Berg. | 1911      |                   | Koningsplein 109/111          | 52° 1' 4" NB, 4° 21' 27" OL  | 0503/1207 | Pand met beneden- en bovenwoning, samen met Koningsplein 101/103 en 105/107 in blokje van drie, in 1911 gebouwd in een stijl met invloeden van de nieuwe kunst, ontworpen door architect J.M. van den Berg. |
| Villa, gebouwd in 1920 in een expressionistische stijl, verwant aan de 'Haagse School' van Co Brandes. Gewijzigd in de 20ste eeuw. | 1920      |                   | Nieuwe Plantage 6             | 52° 1' 7" NB, 4° 21' 22" OL  | 0503/1850 | Villa, gebouwd in 1920 in een expressionistische stijl, verwant aan de 'Haagse School' van Co Brandes. Gewijzigd in de 20ste eeuw. |
| Dubbel herenhuis, in eclectische stijl gebouwd omstreeks 1880-1890. | 1880-1890 |                   | Nieuwe Plantage 15/16         | 52° 1' 6" NB, 4° 21' 20" OL  | 0503/1851 | Dubbel herenhuis, in eclectische stijl gebouwd omstreeks 1880-1890. |
| Herenhuis, in eclectische stijl gebouwd omstreeks 1880-1890. Erkervormige dakkapellen op zoldernivieau begin 20ste eeuw aangebracht. | 1880-1890 |                   | Nieuwe Plantage 17            | 52° 1' 6" NB, 4° 21' 19" OL  | 0503/1852 | Herenhuis, in eclectische stijl gebouwd omstreeks 1880-1890. Erkervormige dakkapellen op zoldernivieau begin 20ste eeuw aangebracht. |
| Herenhuis, in een rijtje van drie omstreeks 1880-1890 in eclectische stijl gebouwde panden. | 1880-1890 |                   | Nieuwe Plantage 18            | 52° 1' 6" NB, 4° 21' 18" OL  | 0503/1853 | Herenhuis, in een rijtje van drie omstreeks 1880-1890 in eclectische stijl gebouwde panden. |
| Herenhuis, in rijtje van drie panden, omstreeks 1880-1890 in eclectische stijl gebouwd. | 1880-1890 |                   | Nieuwe Plantage 20            | 52° 1' 6" NB, 4° 21' 17" OL  | 0503/1855 | Herenhuis, in rijtje van drie panden, omstreeks 1880-1890 in eclectische stijl gebouwd. |
| Pand rond 1930 gebouwd naar ontwerp van J.D. Hanrath in een traditionalistische stijl met invloeden van de Haagse School. Oorspronkelijk gebouwd als woning van ir. H.F. Waller, directeur van de Koninklijke Nederlandse Gist- en Spiritusfabriek. Rond 1965 verbouwd tot kantoor en aan de rechterzijde, ter plaatse van een aangrenzend pand met achtertuin (Nieuwe Plantage 27) uitgebreid in een vergelijkbare architectuur. In 1973 wederom met een perceel uitgebreid, maar dan in een eenvoudigere moderne architectuur. | 1930      |                   | Nieuwe Plantage 26/28         | 52° 1' 5" NB, 4° 21' 16" OL  | 0503/1856 | Pand rond 1930 gebouwd naar ontwerp van J.D. Hanrath in een traditionalistische stijl met invloeden van de Haagse School. Oorspronkelijk gebouwd als woning van ir. H.F. Waller, directeur van de Koninklijke Nederlandse Gist- en Spiritusfabriek. Rond 1965 verbouwd tot kantoor en aan de rechterzijde, ter plaatse van een aangrenzend pand met achtertuin (Nieuwe Plantage 27) uitgebreid in een vergelijkbare architectuur. In 1973 wederom met een perceel uitgebreid, maar dan in een eenvoudigere moderne architectuur. |
| Pand, in 1907 gebouwd als woonhuis voor de F.G. Waller, directeur van de Gistfabriek, door de aannemer N. Rodenburg naar een ontwerp van Joseph Cuypers en Jan Stuyt in een traditionalistische . | 1907      |                   | Nieuwe Plantage 30 t/m 46     | 52° 1' 4" NB, 4° 21' 14" OL  | 0503/1857 | Pand, in 1907 gebouwd als woonhuis voor de F.G. Waller, directeur van de Gistfabriek, door de aannemer N. Rodenburg naar een ontwerp van Joseph Cuypers en Jan Stuyt in een traditionalistische . |
| Huis, onderdeel van een rijtje van zes aaneengesloten huizen, in 1884 gebouwd door de timmerman W.F.K. Schaap in een classicistische vormentaal. | 1884      |                   | Nieuwe Plantage 48            | 52° 1' 4" NB, 4° 21' 14" OL  | 0503/1858 | Huis, onderdeel van een rijtje van zes aaneengesloten huizen, in 1884 gebouwd door de timmerman W.F.K. Schaap in een classicistische vormentaal. |
| Huis, onderdeel van een rijtje van zes aaneengesloten huizen, in 1884 gebouwd door de timmerman W.F.K. Schaap in een classicistische vormentaal. | 1884      |                   | Nieuwe Plantage 49            | 52° 1' 4" NB, 4° 21' 14" OL  | 0503/1859 | Huis, onderdeel van een rijtje van zes aaneengesloten huizen, in 1884 gebouwd door de timmerman W.F.K. Schaap in een classicistische vormentaal. |
| Huis, onderdeel van een rijtje van zes aaneengesloten huizen, in 1884 gebouwd door de timmerman W.F.K. Schaap in een classicistische vormentaal. | 1884      |                   | Nieuwe Plantage 50            | 52° 1' 4" NB, 4° 21' 13" OL  | 0503/1860 | Huis, onderdeel van een rijtje van zes aaneengesloten huizen, in 1884 gebouwd door de timmerman W.F.K. Schaap in een classicistische vormentaal. |
| Huis, onderdeel van een rijtje van zes aaneengesloten huizen, in 1884 gebouwd door de timmerman W.F.K. Schaap in een classicistische vormentaal. | 1884      |                   | Nieuwe Plantage 51            | 52° 1' 4" NB, 4° 21' 13" OL  | 0503/1861 | Huis, onderdeel van een rijtje van zes aaneengesloten huizen, in 1884 gebouwd door de timmerman W.F.K. Schaap in een classicistische vormentaal. |
| Huis, onderdeel van een rijtje van zes aaneengesloten huizen, in 1884 gebouwd door de timmerman W.F.K. Schaap in een classicistische vormentaal. | 1884      |                   | Nieuwe Plantage 52            | 52° 1' 4" NB, 4° 21' 13" OL  | 0503/1862 | Huis, onderdeel van een rijtje van zes aaneengesloten huizen, in 1884 gebouwd door de timmerman W.F.K. Schaap in een classicistische vormentaal. |
| Huis, onderdeel van een rijtje van zes aaneengesloten huizen, in 1884 gebouwd door de timmerman W.F.K. Schaap in een classicistische vormentaal. | 1884      |                   | Nieuwe Plantage 53            | 52° 1' 4" NB, 4° 21' 13" OL  | 0503/1863 | Huis, onderdeel van een rijtje van zes aaneengesloten huizen, in 1884 gebouwd door de timmerman W.F.K. Schaap in een classicistische vormentaal. |
| Blokje van twee gespiegelde woningen onder één dak, rond 1890 gebouwd in een eclectische bouwtrant. | 1890      |                   | Nieuwe Plantage 87/88         | 52° 1' 5" NB, 4° 21' 8" OL   | 0503/1864 | Blokje van twee gespiegelde woningen onder één dak, rond 1890 gebouwd in een eclectische bouwtrant. |
| Blokje met twee gespiegelde, maar qua gevelarchitectuur niet identieke woningen onder één dak, in 1894 gebouwd in Neo-Renaissancistische vormen. | 1894      |                   | Nieuwe Plantage 89/90         | 52° 1' 5" NB, 4° 21' 7" OL   | 0503/1865 | Blokje met twee gespiegelde, maar qua gevelarchitectuur niet identieke woningen onder één dak, in 1894 gebouwd in Neo-Renaissancistische vormen. |
| Groot woonhuis, rond 1870 gebouwd in een rijke eclectische vormentaal emt overwegend neoclassicistische elementen. | 1870      |                   | Nieuwe Plantage 95            | 52° 1' 6" NB, 4° 21' 5" OL   | 0503/1866 | Groot woonhuis, rond 1870 gebouwd in een rijke eclectische vormentaal emt overwegend neoclassicistische elementen. |
| Breed dubbelpand met twee gespiegelde woningen, in de late negentiende eeuw gebouwd in een sobere classicistische bouwtrant. | 1850-1899 |                   | Nieuwe Plantage 98/99         | 52° 1' 7" NB, 4° 21' 4" OL   | 0503/1867 | Breed dubbelpand met twee gespiegelde woningen, in de late negentiende eeuw gebouwd in een sobere classicistische bouwtrant. |
| | 0         |                   | Nieuwe Plantage 100/101       | 52° 1' 7" NB, 4° 21' 4" OL   | 0503/1868 | |
| Blokje met twee gespiegelde woningen, rond 1890 gebouwd in een eclectische bouwtrant. | 1890      |                   | Nieuwe Plantage 102/103       | 52° 1' 7" NB, 4° 21' 3" OL   | 0503/1869 | Blokje met twee gespiegelde woningen, rond 1890 gebouwd in een eclectische bouwtrant. |
| Pand, rond 1910, wellicht in 1907, gebouwd als onderdeel van een rijtje van drie vergelijkbare aaneengesloten panden in traditionalistische vormen. | 1910      |                   | Nieuwe Plantage 104           | 52° 1' 8" NB, 4° 21' 3" OL   | 0503/1870 | Pand, rond 1910, wellicht in 1907, gebouwd als onderdeel van een rijtje van drie vergelijkbare aaneengesloten panden in traditionalistische vormen. |
| Pand, rond 1910, wellicht in 1907, gebouwd als onderdeel van een rijtje van drie vergelijkbare aaneengesloten panden in traditionalistische vormen. | 1910      |                   | Nieuwe Plantage 105           | 52° 1' 8" NB, 4° 21' 3" OL   | 0503/1871 | Pand, rond 1910, wellicht in 1907, gebouwd als onderdeel van een rijtje van drie vergelijkbare aaneengesloten panden in traditionalistische vormen. |
| Pand, rond 1910, wellicht in 1907, gebouwd als onderdeel van een rijtje van drie vergelijkbare aaneengesloten panden in traditionalistische vormen. | 1910      |                   | Nieuwe Plantage 106           | 52° 1' 8" NB, 4° 21' 3" OL   | 0503/1872 | Pand, rond 1910, wellicht in 1907, gebouwd als onderdeel van een rijtje van drie vergelijkbare aaneengesloten panden in traditionalistische vormen. |
| Pand, in oorsprong brandspuithuisje van de voormalige gemeente Vrijenban, omstreeks 1885 gebouwd in traditioneel-eclectische vormen. | 1885      |                   | Nieuwe Plantage 113           | 52° 1' 9" NB, 4° 21' 2" OL   | 0503/1873 | Pand, in oorsprong brandspuithuisje van de voormalige gemeente Vrijenban, omstreeks 1885 gebouwd in traditioneel-eclectische vormen. |
| Voormalige dubbele brugwachterswoning, in 1894 voor Provinciale Waterstaat gebouwd in het kader van de aanleg van het Rijn-Schiekanaal bij de oorspronkelijke Reinveldsebrug. Ontwerp van H. de Mol van Otterloo, in een eclectische bouwstijl met invloeden van de neorenaissance en de chaletstijl. | 1894      | J. Mol            | Nieuwe Plantage 114/115       | 52° 1' 10" NB, 4° 21' 1" OL  | 0503/1874 | Voormalige dubbele brugwachterswoning, in 1894 voor Provinciale Waterstaat gebouwd in het kader van de aanleg van het Rijn-Schiekanaal bij de oorspronkelijke Reinveldsebrug. Ontwerp van H. de Mol van Otterloo, in een eclectische bouwstijl met invloeden van de neorenaissance en de chaletstijl. |